# ベルファスト・グランド・セントラル駅
ベルファスト・グランド・セントラル駅（ベルファスト・グランド・セントラルえき、英語: Belfast Grand Central station, アイルランド語: Stáisiún Mórstáisiún Lárnach Bhéal Feirste）は、イギリスの北アイルランドの首都ベルファストの鉄道駅。バスターミナルも併設されており、ベルファストの交通ターミナル拠点として機能している。旧ベルファスト・グレート・ヴィクトリア・ストリート駅およびバスセンター（Europa Buscentre）の隣に建設され、2024年に開業した。
頭端式4面8線のプラットホームを持ち、1-4番ホームは、5-8番ホームよりもプラットホームの長さが短い。
この駅には、デリー・ロンドンデリー、バンガー、ニューリー、および国内の他の地域行きの列車のほか、ダブリン行きのエンタープライズ国際列車も運行している。駅のバスセンターでは、ベルファスト国際空港とベルファスト・シティ空港へのシャトルバスも運行している。